# Bomarea andreana
Bomarea andreana es una especie de planta fanerógama perteneciente a la familia de las alstroemeriáceas.  

## Descripción
Son bejucos; con el tallo de 2.6-6 mm de diámetro, generalmente densamente puberulento o peloso en toda la superficie con tricomas multicelulares, a veces glabro abajo. Las láminas foliares de 10.2-13.7 x 1.5-6 cm, 2.1-6.9 veces más largas que anchas, glabras en el haz, glabras a granular-puberulentas en el envés; pecíolo 8-13 mm. Brácteas del involucro 4-6, 2-2.5 x 0.4-0.9 c m, glabras a pardo puberulentas en ambos lados; rayos de la umbela 5-38, 3-7 cm, densamente pardo puberulentos, no ramificados, ebracteolados. Ovario densamente pardo puberulento; sépalos 2.6-3.8 x 0.6-1 cm, anaranjados o rojos, a menudo con puntas verde oscuro; pétalos 3.4-4.2 x 1.2-1.7 cm, sobrepasando a los sépalos por 5-10 mm, rojos por fuera, amarillos por dentro en la base y púrpura maculados hacia el ápice.

## Distribución y hábitat
Se encuentra en los bosques de neblina y lugares talados, a una altitud de 1500-2800 metros desde Costa Rica a Colombia.

## Taxonomía
Bomarea andreana fue descrita por John Gilbert Baker, y publicado en Journal of Botany, British and Foreign 20: 205. 1882.
Etimología
Bomarea: nombre genérico que está dedicado al farmacéutico francés Jacques-Christophe Valmont de Bomare (1731-1807), que visitó diversos países de Europa y es autor de “Dictionnaire raisonné universel d’histoire naturelle” en 12 volúmenes (desde 1768).
andreana: epíteto otorgado en honor del botánico Édouard-François André. 
Sinonimia
- Bomarea acuminata Baker
- Bomarea glaberrima Pax
- Bomarea polyantha Kraenzl.
- Bomarea porschiana Cufod.[2][3]